# Eva Eisenlohr

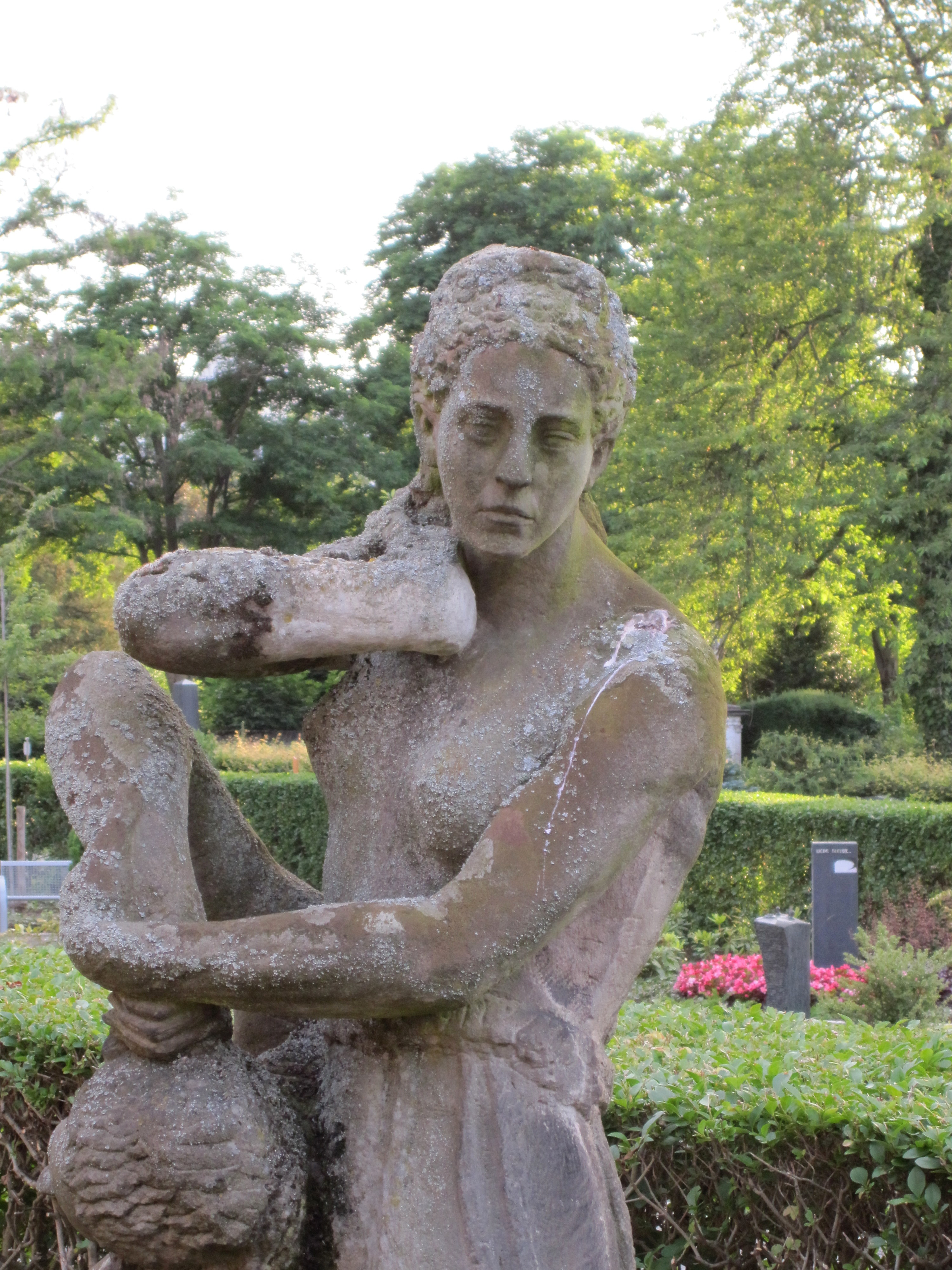
Die Rache der Göttin (1919)

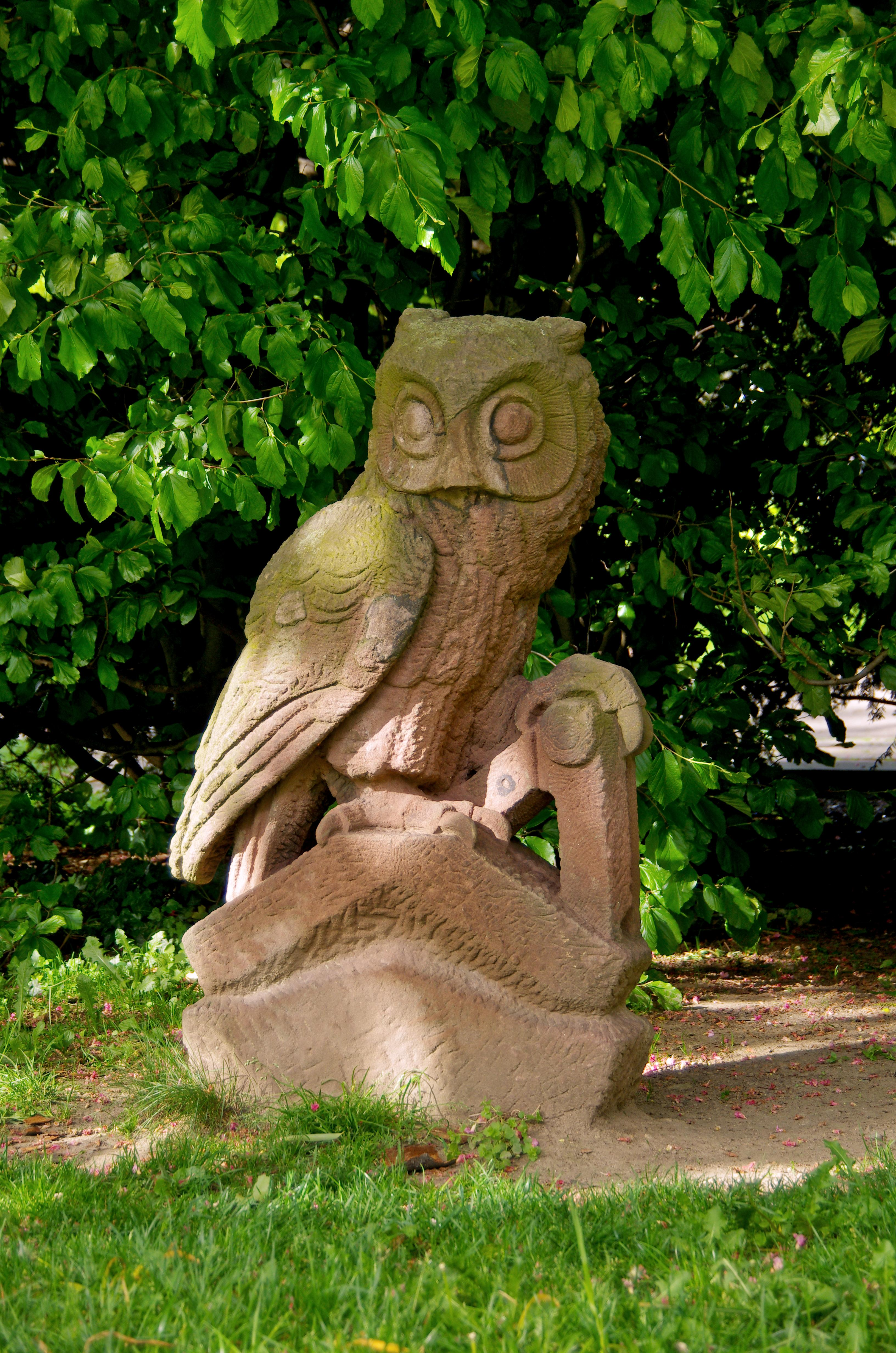
Eule im Freiburger Stadtgarten

Eva Eisenlohr (* 25. April 1891 in Freiburg im Breisgau; † 25. September 1977 ebenda) war eine deutsche Bildhauerin und Malerin.
Sie war eine Schülerin der Künstler Julius Exter und Walter Georgi. Als im Herbst 1937 in München die Ausstellung „Entartete Kunst“ stattfand, wurden im Freiburger Augustinermuseum zwei Werke Eisenlohrs beschlagnahmt.
Eva Eisenlohr war die erste Lehrerin der späteren Bildhauerin Elly-Viola Nahmmacher.
Zu den in Freiburg erhaltenen Werken Eva Eisenlohrs gehört die zwei Meter hohe Sandsteinfigur Die Rache der Göttin auf dem Hauptfriedhof Freiburg im Breisgau sowie die ebenfalls aus Sandstein gefertigte Eule im Stadtgarten.
Verschiedene Arbeiten aus Sandstein sowie Zeichnungen und Ölgemälde sind im Besitz der Bildhauerei Michael Storr in Freiburg und dort auch ausgestellt.